# 小林大斗
小林 大斗（こばやし ひろと、2000年1月2日 - ）は、日本の俳優。東京都出身。合同会社ミッシングピース所属。

## 人物
特技は野球、スノーボード。趣味はバイク、カレー屋巡り。免許は中型自動二輪免許と普通自動車免許。

## 出演

### 映画
- 〈公開未定〉 長編映画「聞こえるかこの雄叫びが」監督：百武大輔　企画・脚本・プロデュース：藤主税
- 2024 短編映画「夜想曲」監督：秋月優奈　[2]

### ドラマ
- 2025 読売テレビ 「子宮恋愛」　須藤 役
- 2025 MBS「ふったらどしゃぶり」足立颯太 役
- 2024 カンテレ「モンスター」第4話　前野 役[3]
- 2024 日テレ「私をもらって」～追憶編～ 高橋圭吾 役[4]
- 2024 ABC「あなたの恋人、強奪します。」第2,3話　竹野真一 役　[5]
- 2024 TikTokドラマ「ガチ恋と私、捧げます」佐山 役[6]
- 2024 Huluオリジナル「十角館の殺人」[7]
- 2022 テレ東「警視庁強行班係・樋口 顕Season2」

### 舞台
- 〈出演予定〉2026年「お梅は呪いたい」脚本・演出：松村武[8]
- 2025 劇団あしからず。「パリに行く」脚本・演出：百武大輔
- 2025 劇団あしからず。「と」脚本・演出：百武大輔
- 2025 劇団あしからず。「ミクスチュア vol.01」『だって言ったもんね』脚本・演出：川滿佐和子
- 2024 劇団あしからず。「石を投げる」脚本・演出：百武大輔
- 2024 劇団あしからず。「夏が残る」脚本・演出：百武大輔
- 2023 劇団あしからず。「みこしば」脚本・演出：百武大輔
- 2022 劇団あしからず。「セミは転落する」　脚本・演出：百武大輔
- 2022 百武大輔プロデュース「だからわたしたち今日も」　脚本・演出：百武大輔
- 2021 さんらん「共生」　脚本・演出：尾崎太郎
- 2021 百武大輔プロデュース「生まれちゃった」　脚本・演出：百武大輔
- 2021 さんらん「おせん」　脚本・演出：尾崎太郎
- 2021 さんらん「掘って100年」　脚本・演出：尾崎太郎
- 2020 RIDプロジェクト「研究会の日常」　演出：小池匠　脚本：川滿佐和子　炭太一役
- 2020 「ひめゆりの塔」　演出：越光照文　原作：菊田一夫　平川俊秋役

## CM
- コナミ パワフルプロ野球 2024
- パーソルキャリアdoda
- 松永建設 60th Branding Movie

### MV
- 2025 きばやし「ラブソング」監督：百武大輔
- 2024 Souvenir 「流星群」監督：比嘉一志
- 2022 きばやし「眼鏡」監督：百武大輔

### 音声出演
- 東京ガス R-CM